# 타타대우 구쎈
타타대우 구쎈(TATA DAEWOO KUXEN)는 타타대우모빌리티가 타타대우 프리마 중형 모델의 페이스리프트 모델이다.

## 상세
2022년 1월 20일에 출시되었으며, 기존 프리마 중형 모델의 캡, 도어, 헤드램프는 그대로 활용하면서 전면부 모습을 크게 변경했다. 타타대우 최초로 버튼시동/스마트키, 풀 디지털 클러스터(최상위 트림), 커넥티드 시스템(XENLINK) 등의 다양한 편의사양을 적용했다. 엔진은 유로 6 Step E까지 환경규제를 충족하는 FPT의 ED70시리즈 엔진과 현대두산인프라코어의 DLO6P 엔진이 탑재되었다. 변속기는 ZF의 8단 자동변속기, 9단 수동변속기, 6단 수동변속기가 탑재되었다.

## 경쟁 차종
- 현대자동차 - 현대 파비스
- 볼보트럭 - 볼보 FL, 볼보 FE
- 스카니아 - 스카니아 P-시리즈
- 메르세데스-벤츠 - 메르세데스-벤츠 아테고
- MAN - MAN TGL
- 이베코 - 이베코 유로카고